# 陳聖宗
陳聖宗（越南语：／；1240年10月12日—1290年7月3日），名陳晃（越南语：／），《元史》作陳日烜或陳威晃，是越南陳朝的第二代皇帝，初代君主陳太宗的兒子，年號紹隆和寶符。
1258年父親太宗讓位，因而即位。但事實上，作為太上皇的父親仍然大權在握。
元世祖忽必烈要求陳朝向元朝稱臣，聖宗拒絕，並向元朝擺出抗戰的姿勢。1278年聖宗讓位與兒子仁宗，退居太上皇，仁宗為他上尊號光堯慈孝太上皇帝。但陳聖宗的政治生涯並未完結。他在四年後的1282年披甲上陣，指揮抵抗入侵元軍的战争，這無論在蒙古、中國或是周邊國家都是非常罕見的。他有两个儿子：陈仁宗和佐天大王陈德诘。
1290年陳聖宗駕崩，諡號玄功盛德仁明文武宣孝皇帝。

## 評價
《大越史記全書》：「帝忠孝仁恕，尊賢重道，父作於前，子述扵後，陳定基業固矣。然優游三昧，探頤一乘，非帝王之善治也。」

## 個人詩作
《挽少師陳仲微》
痛哭江南老钜卿，东风揾泪为伤情。无端天上编年月，不管人间有死生。万叠白云遮故宅，一堆黄壤覆香名。回天力量随流水，流水滩头共不平。

## 外部連結
- （越南文）（文言文）.   [2008-06-02]. （原始内容存档于2016-03-04）.
- （越南文）（文言文）.   [2008-06-02]. （原始内容存档于2016-03-05）.

| 陳聖宗                           |                              |                                  |
| 前任： 陳太宗                    | 越南陳朝皇帝 1258年—1278年   | 繼任： 陳仁宗                    |
| 空缺上一位持有相同頭銜者：陳太宗 | 越南陳朝太上皇 1278年—1290年 | 空缺下一位持有相同頭銜者：陳仁宗 |